# زنبورخوار گلوسرخ
زنبورخوار گلوسرخ (نام علمی: Merops bulocki) گونه‌ای از پرندگان تیرهٔ زنبورخواران و بومی سودان (منطقه) است. گستره پهناور و جمعیت کل زیادی دارد و اتحادیه بین‌المللی حفاظت از طبیعت وضعیت حفاظتی آن را " کمترین نگرانی " ارزیابی کرده است.